# Герб Трофи
Ге́рб Тро́фи — офіційний символ міста Трофа, Португалія. Використовується як територіальний герб. У зеленому щиті срібний підвісний міст із двома баштами по краях. Він стоїть у воді з чотирьох хвилястих смуг — двох срібних і двох синіх, що перетинають підніжжя щита. У главі розміщено золоте коліща. Обабіч нього два пучки з чотирьох житніх колосків, схрещених в основі і перев'язаних срібною стрічкою. Щит увінчує срібна мурована міська корона з п'ятьма вежами.  Під щитом біла стрічка, на якій великими літерами напис португальською: «Trofa» (Трофа).  Офіційно затверджений 19 грудня 2000 року.  

## Галерея

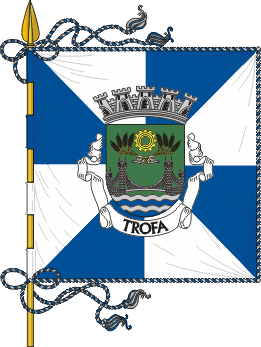
Прапор